# Sinderido
Sinderido (Sinderith) foi um oficial godo do século VI, ativo no Reino Ostrogótico durante o reinado do rei Tótila (r. 534–536). Segundo o cronista bizantino Jordanes, era o chefe da guarnição de Siracusa, na Sicília, que rendeu-a sem resistência em 535 às tropas imperiais lideradas pelo general Belisário.